# Bisdom Saint-Hyacinthe
Het bisdom Saint-Hyacinthe (Latijn: Dioecesis Sancti Hyacinthi) is een rooms-katholiek bisdom met als zetel Saint-Hyacinthe, in Canada. Het bisdom is suffragaan aan het aartsbisdom Sherbrooke. 

## Geschiedenis
Het bisdom werd opgericht op 8 juni 1852, uit delen van het bisdom Montréal en het aartsbisdom Quebec, en was suffragaan aan het aartsbisdom Quebec. Op 8 juni 1886 veranderde het van kerkprovincie en werd suffragaan aan het nieuw verheven aartsbisdom Montréal. Op 2 maart 1951 veranderde het voor een tweede keer van kerkprovincie en werd suffragaan aan het nieuw verheven aartsbisdom Sherbrooke. 

## Parochies
Het bisdom had in 2020 een oppervlakte van 3.448 km2 en telde 420.178 inwoners waarvan 97,2% rooms-katholiek was.

## Bisschoppen
- John Charles Prince (8 juni 1852 - 5 mei 1860)
- Joseph La Rocque (22 juni 1860 - 4 februari 1866)
- Charles LaRocque (20 maart 1866 - 15 juli 1875)
- Louis-Zéphirin Moreau (19 november 1875 - 24 mei 1901; later zalig verklaard)
- Maxime Decelles (24 mei 1901 - 8 juli 1905; coadjutor sinds 14 januari 1893)
- Alexis-Xyste Bernard (16 december 1905 - 17 juni 1923)
- Fabien-Zoël Decelles (24 maart 1924 - 27 november 1942)
  - Joseph Louis Aldée Desmarais (hulpbisschop: 30 januari 1931 - 20 juni 1939)
- Arthur Douville (27 november 1942 - 13 juni 1967; hulpbisschop sinds 30 november 1939, coadjutor sinds 21 maart 1942)
  - Jean-Charles Leclaire (hulpbisschop: 1957, niet in bezit genomen)
  - Gaston Hains (hulpbisschop: 28 augustus 1964 - 13 juni 1967)
- Albert Sanschagrin (13 juni 1967 - 18 juli 1979)
- Louis-de-Gonzague Langevin (14 juli 1979 - 7 april 1998; hulpbisschop sinds 9 augustus 1974)
- François Lapierre (7 april 1998 - 29 juni 2017)
- Christian Rodembourg (29 juni 2017 - heden)

Sherbrooke (aartsbisdom) · Nicolet · Saint-Hyacinthe